# きょうとあしたの占いラッキーチャンネル
きょうとあしたの占いラッキーチャンネルは、今日・明日の運勢や「みちしるべ」を占ってもらうWiiチャンネルである。2008年12月2日に配信が開始された。
このチャンネルは、Wiiをインターネットに接続して『Wiiショッピングチャンネル』内の「Wiiチャンネル」からダウンロード（無料）することで利用可能であったが、現在はWiiショッピングチャンネルのサービス終了に伴いダウンロードできなくなった。ただし、すでにダウンロードしている場合は現在も引き続き利用可能となっている。

## 概要
本チャンネルでは、恋愛運や仕事運などの基本的な運勢を占えるほか、「仲良し占い」「食のみちしるべ」など、オリジナルの占いを楽しめる。
Miiに対応しており最大6人まで登録可能。なお、生年月日により占い内容が変わるので正確な情報を入力する必要がある。

## きょう・あしたの運勢
『きょう・あしたの運勢』では、その日の勉強運や恋愛運などを見ることができる。また、登録したMiiをAボタンとBボタンの長押しすることでその日のラッキーカラーを見ることができる。

## 仲良し占い
『仲良し占い』では、登録されているMiiを選択し、2人の仲良し具合を占うことができる。利用するには、Miiが2人以上登録されている必要がある。

## みちしるべ
『みちしるべ』では3つのジャンルから占うことができる。

### 食のみちしるべ
『食のみちしるべ』では、その日に一番良い食材や調理方法などを占ってくれる。
例えば、「洋食」で「肉類」を「煮込む」などのように教えてくれる。

### 遊のみちしるべ
『遊のみちしるべ』では、その日に何をしようか迷った時などにどんなことをするといいのか占ってくれる。
例えば、「家」で「ドラマ」の「テレビを見る」などのようにジャンルとその内容などを教えてくれる。

### 美のみちしるべ
『美のみちしるべ』では、その日に行うと良い掃除などを占ってくれる
例えば、「自分の腕」を「いつもよりきれい」に「洗う」などのようにどこをどのくらいやればいいのか教えてくれる。